# Теймураз Багратіоні
Теймураз Багратіоні (груз. თეიმურაზ ბაგრატიონი), також відомий як царевич Теймураз Георгійович (рос. Теймураз Георгиевич; 23 квітня 1782 — 25 жовтня 1846) — грузинський принц (Батонішвілі), а також історик. Відомий насамперед як автор першої критичної історії грузинською мовою, а також своєю роботою з популяризації інтересу до історії та культури Грузії.

## Біографія

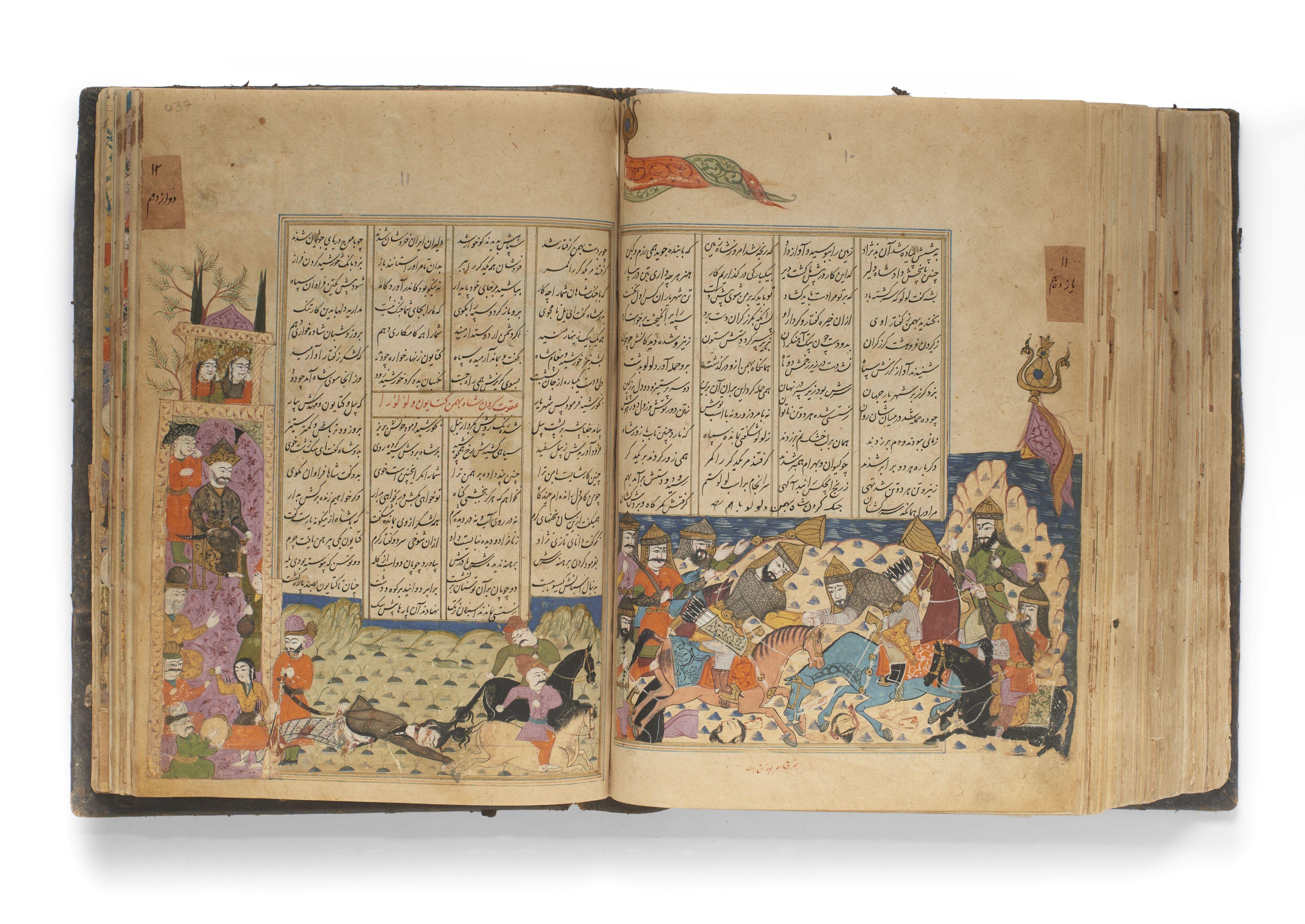
Ілюстрований перський рукопис, що містить епоси «Шахнаме» Фірдоусі та «Бахманнаме» Іраншаха, спочатку належав принцу Теймуразу. Рукопис було створено в Сефевідському Ірані 17-го століття з пізнішими (можливо, 18—19 століттями) доповненнями

Принц Теймураз народився в Тбілісі в родині принца Георгія, згодом останнього царя Грузії (Королівства Картлі і Кахетія) з 1798 по 1800 рік, і його дружини Кетеван Андронікашвілі. Він навчався в Телавській семінарії та у віці 13 років взяв участь у битві під Крцанісі 1795 року, під час якої його дід, грузинський цар Іраклій II, зазнав поразки від армії перських загарбників під проводом Аги Мохаммада Хана Каджара. Теймураз не прийняв російської анексії Грузії 1801 року, яка відбулася незабаром після смерті його батька, і втік до Персії, звідки його дядько Олександр боровся за вигнання росіян з Грузії. Під час російсько-перської війни (1804—1813) Теймураз, відомий як Тахмурес Мірза в Персії, служив командиром перської артилерії. Але 16 жовтня 1810 року він здався російській владі. 12 січня 1811 року він оселився в Санкт-Петербурзі, де отримав казенну платню і пенсію. У 1813 році він придбав особняк на Васильєвському острові і зосередився на науковій роботі. Він збирав і досліджував старі грузинські літописи, аналізував грецькі, римські та вірменські джерела про Грузію. Він був другом Марі Броссе, французького вченого, з яким він часто консультувався з історії Грузії. У той же час князь Теймураз навчав молодих грузинських студентів у Санкт-Петербурзі — Платона Іоселіані та Давида Чубінашвілі — обидва зрештою стали плідними грузинськими істориками.
У 1830—1840-х роках він написав дві великі праці з ранньої історії Грузії — «ისტორია დაწყებითგან ივერიისა, ესე იგი გიორგიისა, რომელ არს სრულიად საქართველოჲს ა» (1832, Історія Іберії або Грузії, тобто всього Сакартвело) і «ისტორია ძველი კოლხიდისა» (1840, «Історія стародавньої Колхіди») — і написав коментарі до грузинського національного епосу XII століття «Витязь у тигровій шкурі» («განმარტება პოემა ვეფხისტყაოსანისა», 1843). Його статті публікувалися в паризьких Journal Asiatique та Memoires inedits. Він був обраний почесним членом Французького азійського товариства (1831), Російської імператорської академії наук (1837) і Данського королівського антикварного товариства (1838). Князь Теймураз також написав кілька віршів і мемуари про свої європейські подорожі, а також грузинські переклади Тацита, Вольтера та Пушкіна.